# Hviding Station
Hviding Station er en dansk jernbanestation i Hviding.